# John T. Walton
John Thomas Walton (8 oktober 1946 - 27 juni 2005) was de zoon van de oprichter van Wal-Mart, Sam Walton. Hij was voorzitter van True North Partners, een venture capitalist. Op het moment van zijn dood was hij de op 10-na rijkste man ter wereld volgens Forbes magazine met een geschat vermogen van 18,2 miljard dollar (hij deelde de 11e plek met zijn broer Jim Walton, die ook 18,2 miljard dollar bezit).
John Walton volgde zijn opleiding in Ohio. Tijdens de Vietnamoorlog vocht hij bij een Special Operations Group. Hij ontving een medaille voor getoonde moed tijdens de strijd. Later zou hij een boek schrijven over zijn geheime missies in Vietnam.
Samen met zijn vriend Ted Forstmann richtte Walton in 1998 een fonds op waarmee ouders met lage inkomens hun kinderen aan privé-scholen kunnen laten studeren.
Op 27 juni 2005 kwam John Walton bij een vliegtuigongeluk om het leven. Hij was de piloot van een ultralight zelfgemaakt vliegtuigje dat kort na het opstijgen van het vliegveld in Jackson, Wyoming neerstortte.